# Ladário
Ladário is een gemeente in de Braziliaanse deelstaat Mato Grosso do Sul. De gemeente telt 18.805 inwoners (schatting 2009).